# Критерии нормальности
Критерии нормальности — это группа статистических критериев, предназначенных для проверки нормальности распределения. Критерии нормальности являются частным случаем критериев согласия.
Тестирование данных на нормальность часто является первым этапом их анализа, так как большое количество статистических методов исходит из предположения нормальности распределения изучаемых данных.

## Примеры использования
Пример 1. Пусть необходимо проверить гипотезу о равенстве средних значений в двух независимых выборках. Для этой цели подходит критерий Стьюдента. Но применение критерия Стьюдента для сравнения небольших (n<30) выборок обосновано, только если данные подчиняются нормальному распределению. Поэтому перед применением критерия необходимо проверить гипотезу о нормальности исходных данных.
Пример 2. Проверка остатков линейной регрессии на нормальность — позволяет проверить, соответствует
ли применяемая модель регрессии исходным данным.

## Список критериев нормальности
- Критерий Шапиро-Уилка[1]
- Критерий асимметрии и эксцесса
- Критерий Дарбина[2]
- Критерий Д'Агостино[3]
- Критерий Васичека[4]
- Критерий Дэвида-Хартли-Пирсона[5]
- Критерий хи-квадрат[6]
- Критерий Андерсона-Дарлинга[7]
- Критерий Филлибена[8]
- Критерий Колмогорова-Смирнова[9]
- Критерий Мартинса-Иглевича[10]
- Критерий Лина-Мудхолкара[11]
- Критерий Шпигельхальтера[12]
- Критерий Саркади[13]
- Критерий Смирнова-Крамера-фон Мизеса[14]
- Критерий Локка-Спурье[15]
- Критерий Оя[16]
- Критерий Хегази-Грина[17]
- Критерий Муроты-Такеучи[18]

## Сравнение критериев нормальности
В следующей таблице представлены результаты исследования сравнительной
мощности критериев нормальности распределения вероятностей случайных величин
для различных альтернативных распределений. Критерии по каждой альтернативе представлены
в порядке предпочтения — от наибольшего 1 до наименьшего 21. В последней
графе приведено общее ранжирование, соответствующее набранной сумме рангов.
Через {\displaystyle \gamma _{2}} в таблице обозначен коэффициент эксцесса.
| Название критерия                    | Характеристика альтернативного распределения | Характеристика альтернативного распределения | Характеристика альтернативного распределения | Характеристика альтернативного распределения | Характеристика альтернативного распределения | Ранг |
| Название критерия                    | асимметричное                                | асимметричное                                | симметричное                                 | симметричное                                 | близкое к нормальному                        | Ранг |
| Название критерия                    | {\displaystyle \gamma _{2}<0}                | {\displaystyle \gamma _{2}>0}                | {\displaystyle \gamma _{2}<0}                | {\displaystyle \gamma _{2}>0}                | {\displaystyle \gamma _{2}=0}                | Ранг |
| ------------------------------------ | -------------------------------------------- | -------------------------------------------- | -------------------------------------------- | -------------------------------------------- | -------------------------------------------- | ---- |
| Критерий Шапиро-Уилка                | 1                                            | 1                                            | 3                                            | 2                                            | 2                                            | 1    |
| Критерий асимметрии и эксцесса       | 7                                            | 8                                            | 10                                           | 6                                            | 4                                            | 2    |
| Критерий Дарбина                     | 11                                           | 7                                            | 7                                            | 15                                           | 1                                            | 3    |
| Критерий Д'Агостино                  | 12                                           | 9                                            | 4                                            | 5                                            | 12                                           | 4    |
| Критерий эксцесса                    | 14                                           | 5                                            | 2                                            | 4                                            | 18                                           | 5    |
| Критерий Васичека                    | 2                                            | 14                                           | 8                                            | 10                                           | 10                                           | 6    |
| Критерий Дэвида-Хартли-Пирсона       | 21                                           | 2                                            | 1                                            | 9                                            | 1                                            | 7    |
| Критерий хи-квадрат                  | 9                                            | 20                                           | 9                                            | 8                                            | 3                                            | 8    |
| Критерий Андерсона-Дарлинга          | 18                                           | 3                                            | 5                                            | 18                                           | 7                                            | 9    |
| Критерий Филлибена                   | 3                                            | 12                                           | 18                                           | 1                                            | 9                                            | 10   |
| Критерий Колмогорова-Смирнова        | 16                                           | 10                                           | 6                                            | 16                                           | 5                                            | 11   |
| Критерий Мартинса-Иглевича           | 10                                           | 16                                           | 13                                           | 3                                            | 15                                           | 12   |
| Критерий Лина-Мудхолкара             | 4                                            | 15                                           | 12                                           | 12                                           | 16                                           | 13   |
| Критерий асимметрии                  | 8                                            | 6                                            | 21                                           | 7                                            | 19                                           | 14   |
| Критерий Шпигельхальтера             | 19                                           | 13                                           | 11                                           | 11                                           | 8                                            | 15   |
| Критерий Саркади                     | 5                                            | 18                                           | 15                                           | 14                                           | 13                                           | 16   |
| Критерий Смирнова-Крамера-фон Мизеса | 17                                           | 11                                           | 20                                           | 17                                           | 6                                            | 17   |
| Критерий Локка-Спурье                | 13                                           | 4                                            | 19                                           | 21                                           | 17                                           | 18   |
| Критерий Оя                          | 20                                           | 17                                           | 14                                           | 13                                           | 14                                           | 19   |
| Критерий Хегази-Грина                | 6                                            | 19                                           | 16                                           | 19                                           | 21                                           | 20   |
| Критерий Муроты-Такеучи              | 15                                           | 21                                           | 17                                           | 20                                           | 20                                           | 21   |

### О применении «специальных» критериев нормальности
- О применении и мощности критериев асимметрии и эксцесса, Шапиро-Уилка, Эппса-Палли, Д’Агостино.
- О применении и мощности критериев Фросини, Хегази-Грина, Шпигельхальтера, Гири и Дэвида-Хартли-Пирсона.
- О применении критериев к анализу результатов классических экспериментов.
- Глава 5 о критериях нормальности в монографии «Статистический анализ данных, моделирование и исследование вероятностных закономерностей. Компьютерный подход : монография. — Новосибирск : Изд-во НГТУ, 2011. — 888 с.»
- Лемешко Б. Ю. Критерии проверки отклонения распределения от нормального закона. Руководство по применению : монография. – 2-е изд., перераб. и доп. – Москва : ИНФРА-М, 2023. – 353 с. – (Научная мысль). – DOI 10.12737/1896110 https://znanium.ru/read?id=416999